# Retard

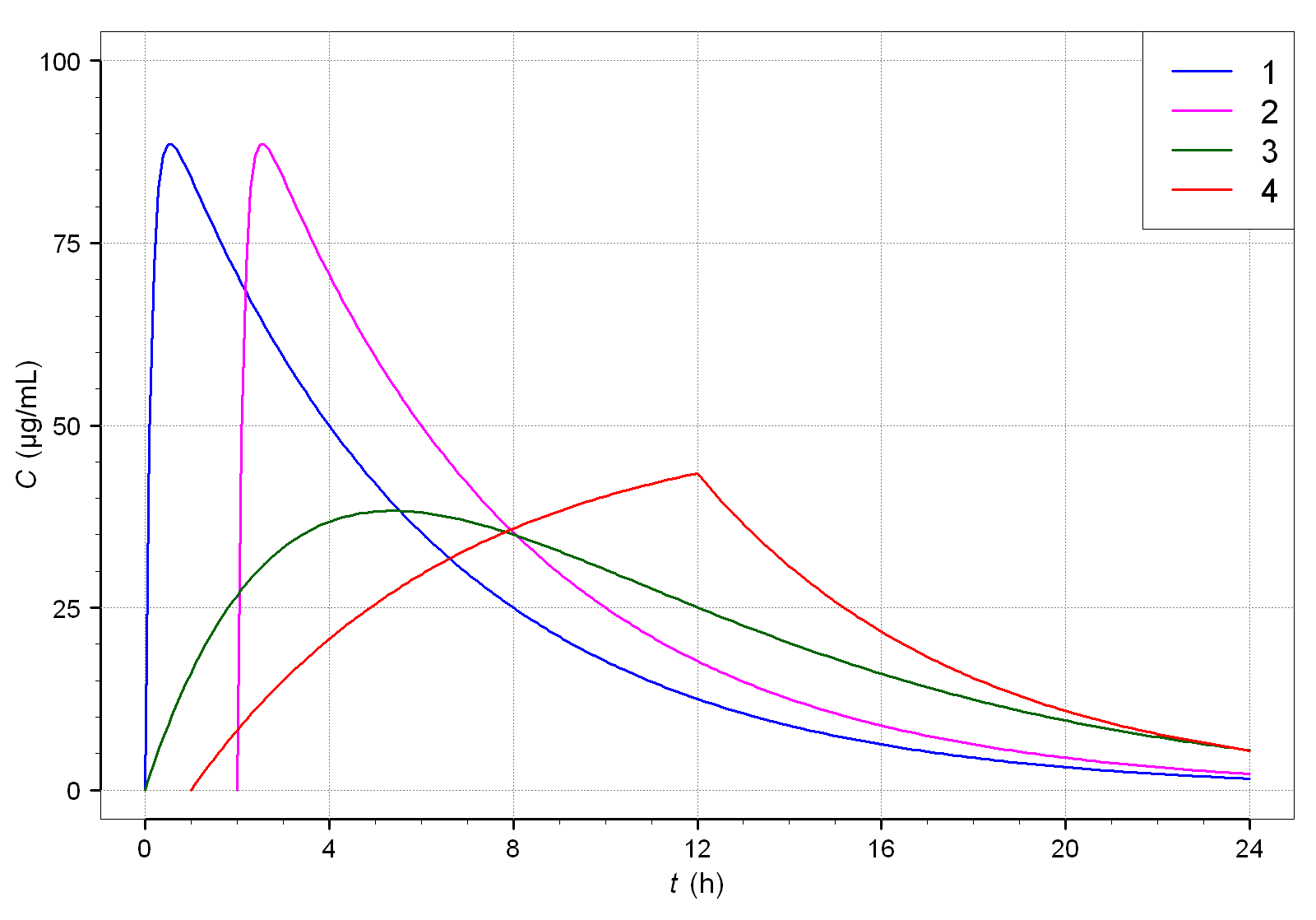
Plasmaspiegel nach extravasaler Verabreichung verschiedener Formulierungen
1 schnell freisetzend
2 verzögert freisetzend
3 verlangsamt freisetzend, retardiert
4 transdermales System

Retard (lat.: verlangsamt wirkend; engl. sustained release (SR), extended release (ER, XR), controlled/continuous release (CR)) bezeichnet eine Arzneiform, bei der der Arzneistoff verlangsamt freigesetzt wird. Im Unterschied zu Depotarzneiformen versteht man unter Retardarzneiformen im engeren Sinn peroral zu verabreichende Arzneiformen. Beide Begriffe werden aber oft synonym zueinander gebraucht. Arzneistoffe, die aufgrund ihrer pharmakokinetischen Eigenschaften verzögert aufgenommen oder im Fall von Prodrugs erst vom Organismus in ihre eigentliche Wirkform übergeführt werden, sind jedoch keine Retardarzneiformen.

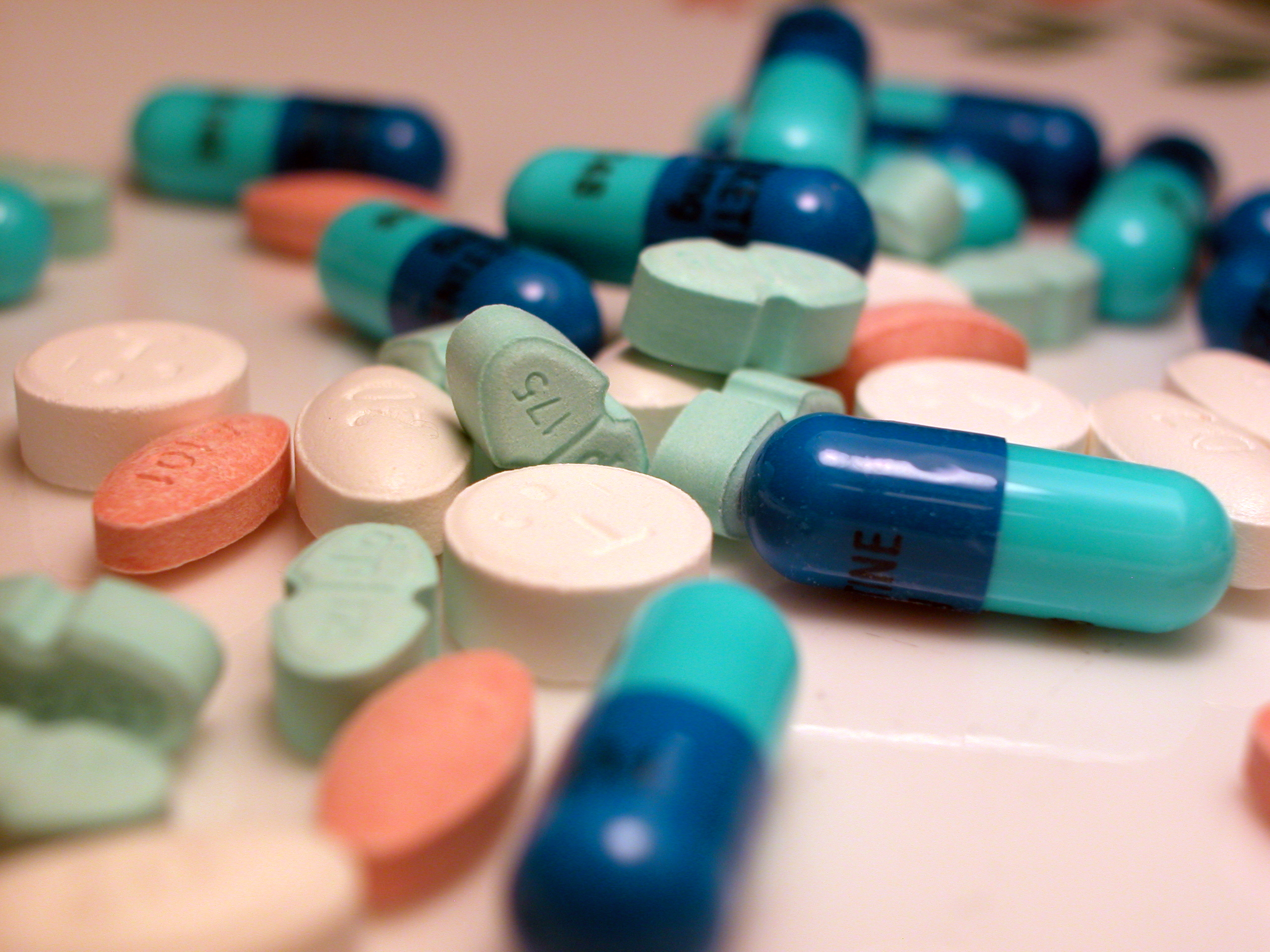
Retardprodukte sind als Tabletten oder Kapseln erhältlich

## Galenik
Die pharmazeutische Technologie bietet eine Reihe von Möglichkeiten, Retardpräparate herzustellen; dies wird als Retardgalenik bezeichnet. Die einfachste Form ist eine Tablette mit einem speziellen Polymerüberzug, wie sie beispielsweise bei magensaftresistenten Arzneimitteln eingesetzt werden. Verbreitet ist die Retardkapsel, die kleine wirkstoffhaltige Retardkügelchen (Pellets) enthält, welche nach dem Auflösen der Kapselhülle freigesetzt werden. Vermehrt werden auch Tabletten eingesetzt, in denen Pellets zu Tabletten verpresst werden (Multiple Unit Pellet System (MUPS)). Aufwendigere Formen lagern den Arzneistoff in einer langsam erodierenden Matrix ein. Eine weitere Möglichkeit der Retardierung ist das orale osmotische System.

## Zeitlicher Verlauf der Freisetzung
Durch retardierende Arzneiformen lassen sich definierte zeitliche Verläufe der Arzneistofffreisetzung erzielen. Gängige Beispiele sind:
- sustained release – Freisetzung mit konstanter Geschwindigkeit
- prolonged release oder slow release – Freisetzung mit abnehmender Geschwindigkeit
- delayed release – verzögerte Freisetzung

Manchmal werden in einer Tablette oder Kapsel retardierende Formen mit einer schnellwirkenden Anfangsdosis (Bolus) kombiniert.
Je nach Arzneimittel variiert der zeitliche Verlauf, über welchen die Wirkung sich entfaltet.

## Anwendungsbereiche
Anwendungsbereiche sind zum Beispiel blutdruckregulierende Arzneimittel oder Hormone. Retardierungen werden verwendet, um gefährliche kurzzeitig hohe Konzentrationen von Arzneistoffen im Blut (Plasmaspitzen) zu verhindern und/oder eine möglichst lange Wirkung eines Arzneistoffes aus einer einzelnen Arzneiform zu erreichen. Durch das Vermeiden von Plasmaspitzen treten Nebenwirkungen seltener auf, und durch die lange Wirkung kann erreicht werden, dass ein Patient das Medikament seltener, zum Beispiel nur noch einmal am Tag, einnehmen muss, was die Compliance erhöht.
Auch Wirkstoffe wie selektive Wiederaufnahmehemmer für die Botenstoffe Dopamin und Noradrenalin, wie z. B. Bupropion (u. a. gegen Depressionen und zur Raucherentwöhnung), werden als Retardpräparat angeboten.
Retardtabletten werden oral eingenommen und dürfen nicht gemörsert werden, da dadurch die verzögerte Wirkstoffabgabe aufgehoben wird, was zu einer ungewünschten Überdosierung führen kann.

## Andere Mechanismen der Retardierung
Der Begriff Retard-Präparat im engeren Sinne bezieht sich üblicherweise auf peroral zu nehmende besondere Arzneiformen. Derselbe Effekt kann aber auch durch Langzeitpräparate erzielt werden, in denen der Arzneistoff selbst chemisch modifiziert wurde, um eine langsamere Wirkung zu erzielen. Auch Depotpräparate (wie z. B. die Dreimonatsspritze) zur parenteralen Anwendung haben eine verzögerte Wirkung durch eine langsame Freisetzung, beispielsweise aus Muskelgewebe in die Blutbahn.